# Лукашовка (Семёновский район)
Лукашовка (укр. Лукашівка) — село,
Пузыревский сельский совет,
Семёновский район,
Полтавская область,
Украина.
Код КОАТУУ — 5324586707. Население по переписи 2001 года составляло 98 человек.

## Географическое положение
Село Лукашовка находится на расстоянии в 1 км от сёла Пузыри.

## История
Лукашовка образована после 1945 года слиянием деревень Лукашенков и Гриневка
есть на карте 1812 года как Лукашев